# San Giovanni Battista (Grossa)

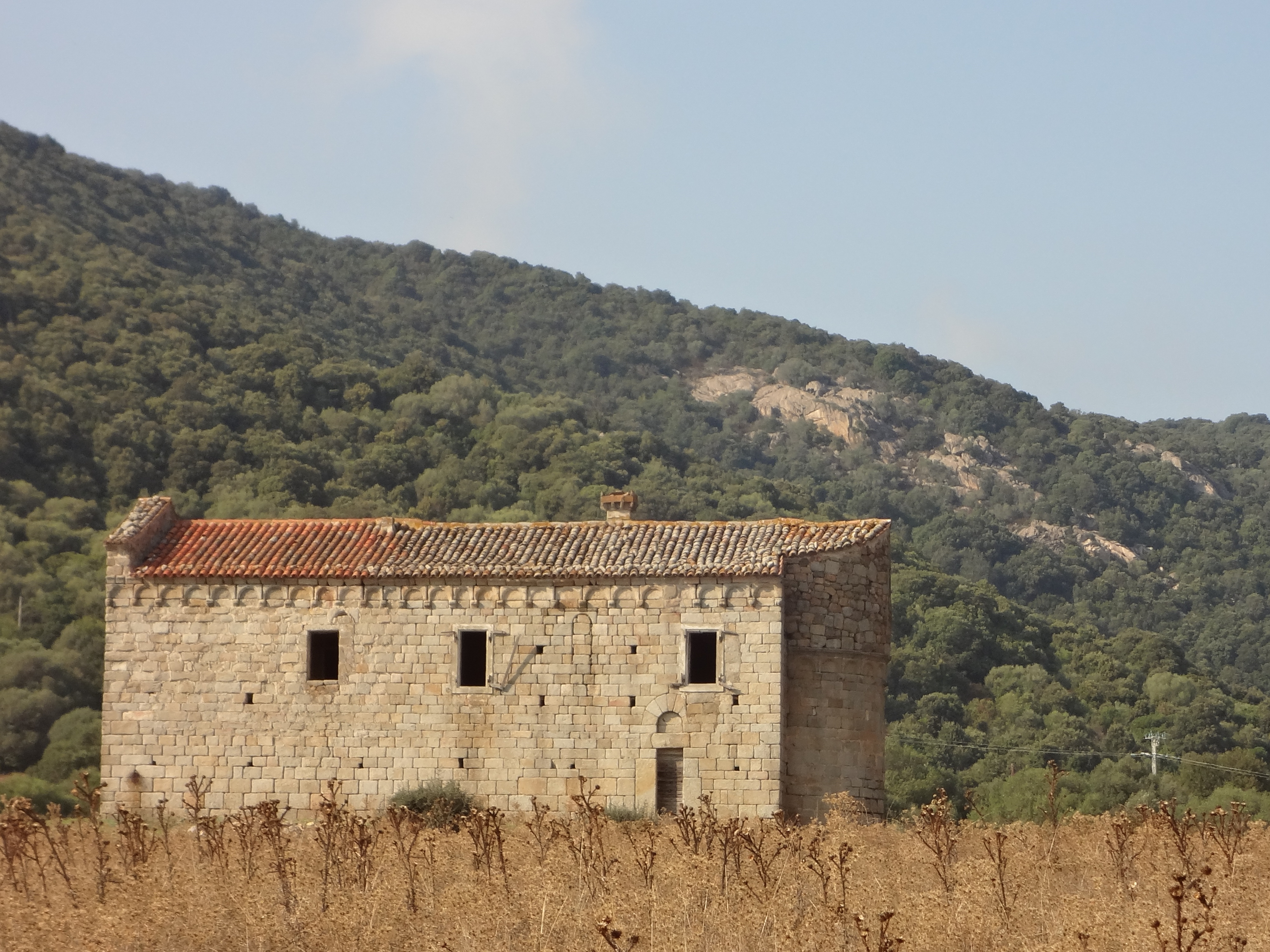
San Giovanni Battista

Die Kirche San Giovanni Battista liegt 1,6 km östlich von Grossa, in einem einsamen Tal im Département Corse-du-Sud auf Korsika. Zur Römerzeit befand sich hier eine kleine Siedlung, an deren Stelle die Kirche erbaut wurde. Sie wurde etwa zwei Jahrhunderte genutzt und diente wahrscheinlich seit dem 19. Jahrhundert als Bauernhof. 
Die romanische Kirche im Pisaner Stil ist relativ gut erhalten. Das 16,05 × 7,45 m große Kirchenschiff endet in einer Apsis. Apsis und Seitenfassaden zeigen ein Kranzgesims. Die Westfassade ist in ihrer Proportion und Gliederung ausgewogen. Oberhalb des Türbogens sind ein Kreis und zwei Rauten ins Mauerwerk eingelassen, die durch unterschiedliche Vertiefungen die Licht- und Schattenwirkung verstärken. Zwischen den neun Arkaden des Giebelfeldes und unter dem Bogen des Haupteingangs befinden sich runde Hohlräume, in denen ursprünglich Keramikschalen eingesetzt waren. Das ehemals durchbrochene griechische Kreuz im Giebelfeld ist zugemauert. 
Die Zierarkaden des Tympanons sind ähnlich jenen zwischen 1115 und 1120 im pisanischen Stil errichteten Kirchen Sardiniens (Kirche von Semestene und San Michele di Plaisano in der Provinz Sassari). 
Geneviève Moracchini-Mazel vermutet deshalb, dass die seit 1977 als Monument historique eingetragene Kirche von Grossa ebenfalls im 1. Viertel des 12. Jahrhunderts erbaut wurde. 
In Grossa steht auch der seit 1862 geschützte Menhir von Vaccil-Vecchiu.